# Lubow Aloszkina
Lubow Aloszkina (ukr. Любов Альошкіна; ur. 23 sierpnia 1981 w Melitopolu) – ukraińska koszykarka, występująca na pozycji środkowej, reprezentantka kraju, posiadająca także rosyjskie obywatelstwo.

## Osiągnięcia
Na podstawie, o ile nie zaznaczono inaczej.

### Drużynowe
- Mistrzyni:
  - Ukrainy (2005)
  - Białorusi (2013)[2]
- Wicemistrzyni:
  - Słowacji (2009)[3]
  - Białorusi (2012)[4]
- Zdobywczyni Pucharu Białorusi (2012/2013)[2]
- Uczestniczka międzynarodowych rozgrywek:
  - Euroligi (2004/2005)
  - Eurocup (2005–2010, 2011–2014)

### Indywidualne
(* – nagrody przyznane przez portal eurobasket.com)
- Zaliczona do*:
  - I składu zawodniczek zagranicznych ligi białoruskiej (2011, 2012)[4][5]
  - składu honorable mention ligi:
    - białoruskiej (2011, 2012)[5][4]
    - słowackiej (2009)[3]
- Liderka w:
  - zbiórkach ligi białoruskiej (2013)[2]
  - blokach:
    - Eurocup (2004 – 2,3)[6]
    - ligi:
      - słowackiej (2009)[3]
      - ukraińskiej (2011)[7]

### Reprezentacja

#### Seniorów
5x5
- Uczestniczka:
  - mistrzostw Europy (2003 – 11. miejsce, 2009 – 13. miejsce, 2013 – 13. miejsce)
  - kwalifikacji do Eurobasketu (2003, 2005, 2007, 2009, 2011, 2013)

3x3
- Uczestniczka mistrzostw świata 3x3 (2012 – 4. miejsce)

#### Młodzieżowe
- Uczestniczka kwalifikacji do mistrzostw Europy U–20 (2000)